# Microregione di Floraí
Floraí è una microregione del Paraná in Brasile, appartenente alla mesoregione di Norte Central Paranaense.

## Comuni
È suddivisa in 7 comuni:
- Doutor Camargo
- Floraí
- Floresta
- Itambé
- Ivatuba
- Ourizona
- São Jorge do Ivaí